# Acrossocheilus jishouensis
Acrossocheilus jishouensis är en fiskart som beskrevs av Zhao, Chen och Li, 1997. Acrossocheilus jishouensis ingår i släktet Acrossocheilus och familjen karpfiskar. Inga underarter finns listade i Catalogue of Life.